# Torres de Satélite
A Torres de Satélite egy nagyméretű szoboregyüttes a mexikóvárosi agglomecárióhoz tartozó Naucalpan de Juárez városában.

## Története
Az 1950-es években azon a környéken, ahol ma a Torres de Satélite áll egy sűrűn beépített terület közepén, még nyoma sem volt a jelenlegi nagyvárosnak. Ekkortájt jelent meg az úgynevezett Ciudad Satélite nevű lakónegyed (városrész) felépítésének terve, és hogy legyen valami különleges jellegzetessége, Mario Pani, a városrész fejlesztésének felelőse 1957-ben felkérte Luis Barragánt, akinek tervei alapján Mathias Goeritz elkészítette az öt hatalmas tornyot. Felavatásukra 1958. március havának első napjaiban került sor. Eredetileg csak fehér, sárga és okker színekben tündököltek, de az 1968-as olimpia alkalmából Goeritz ötlete alapján mindegyiket narancsra festették, hogy ellentétben álljanak az ég kék színével. Mai színeiket 1989-ben kapták. 2008-ban az önkormányzat és magánadakozók segítségével felújították őket: a régi festékréteg helyére újat vittek fel, és kiépítették a díszkivilágítást is.
Többféle elképzelés látott napvilágot arról, hogy mit jelképeznek a tornyok, vagy hogy miért így néznek ki. Van, akik szerint egy kéz öt ujját utánozzák, mások szerint a városrész építését sürgető elnök, Miguel Alemán Valdés családját jelképezik, és azt is mondják, hogy eredetileg víztoronynak épültek. Valójában Barragán, a tervező onnan kapta az ihletet, hogy nem sokkal előtte az olaszországi San Gimignano városában járt, ahol nagyon megtetszettek neki a város középkori tornyai.
2012-ben művészeti örökséggé nyilvánították a tornyokat, 2014-ben pedig az is felmerült, hogy rákerülhetnének az UNESCO világörökségi javaslati listájára.

## Képek

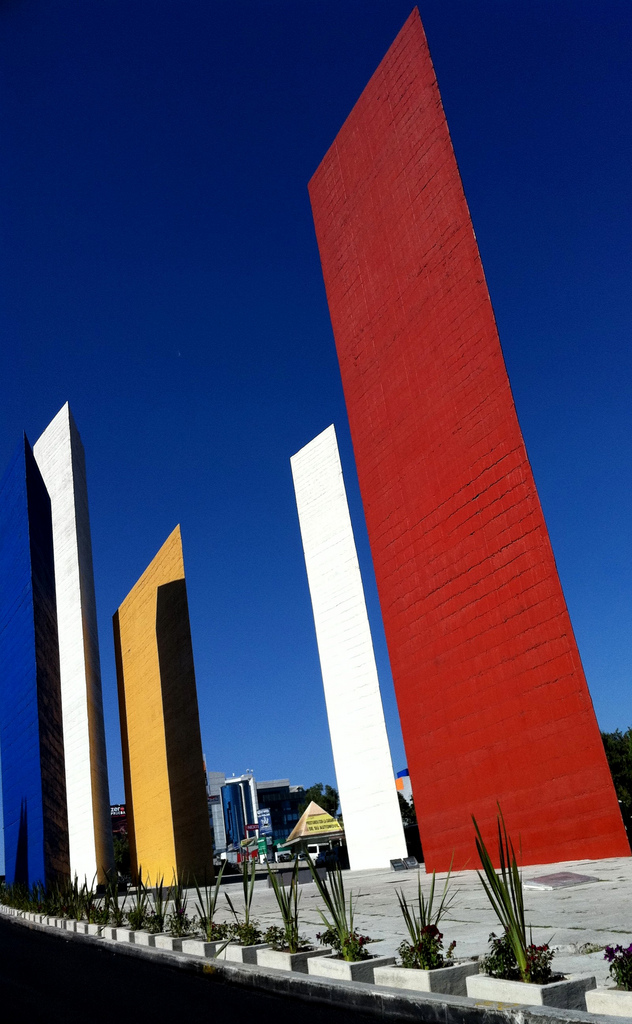
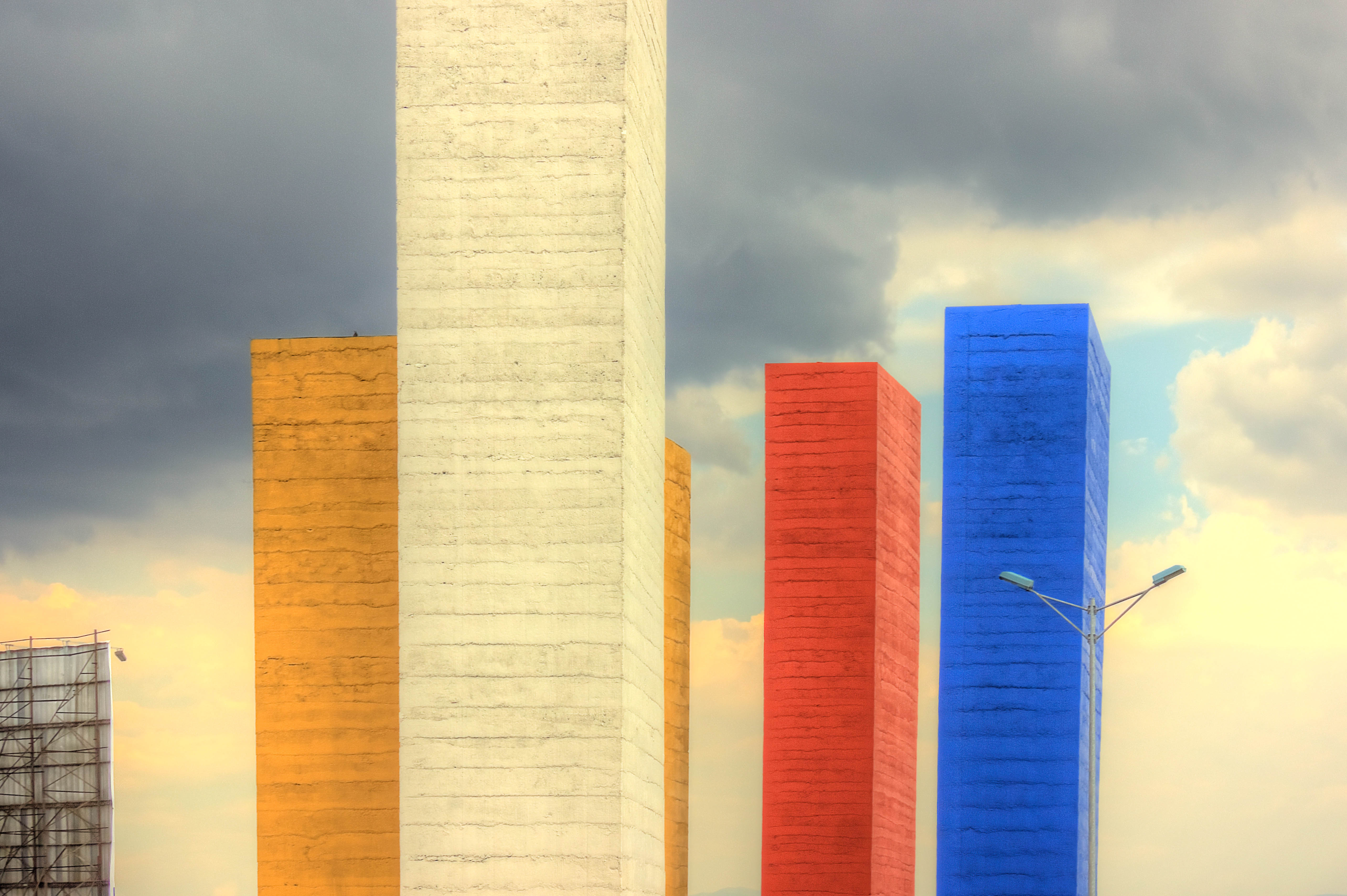
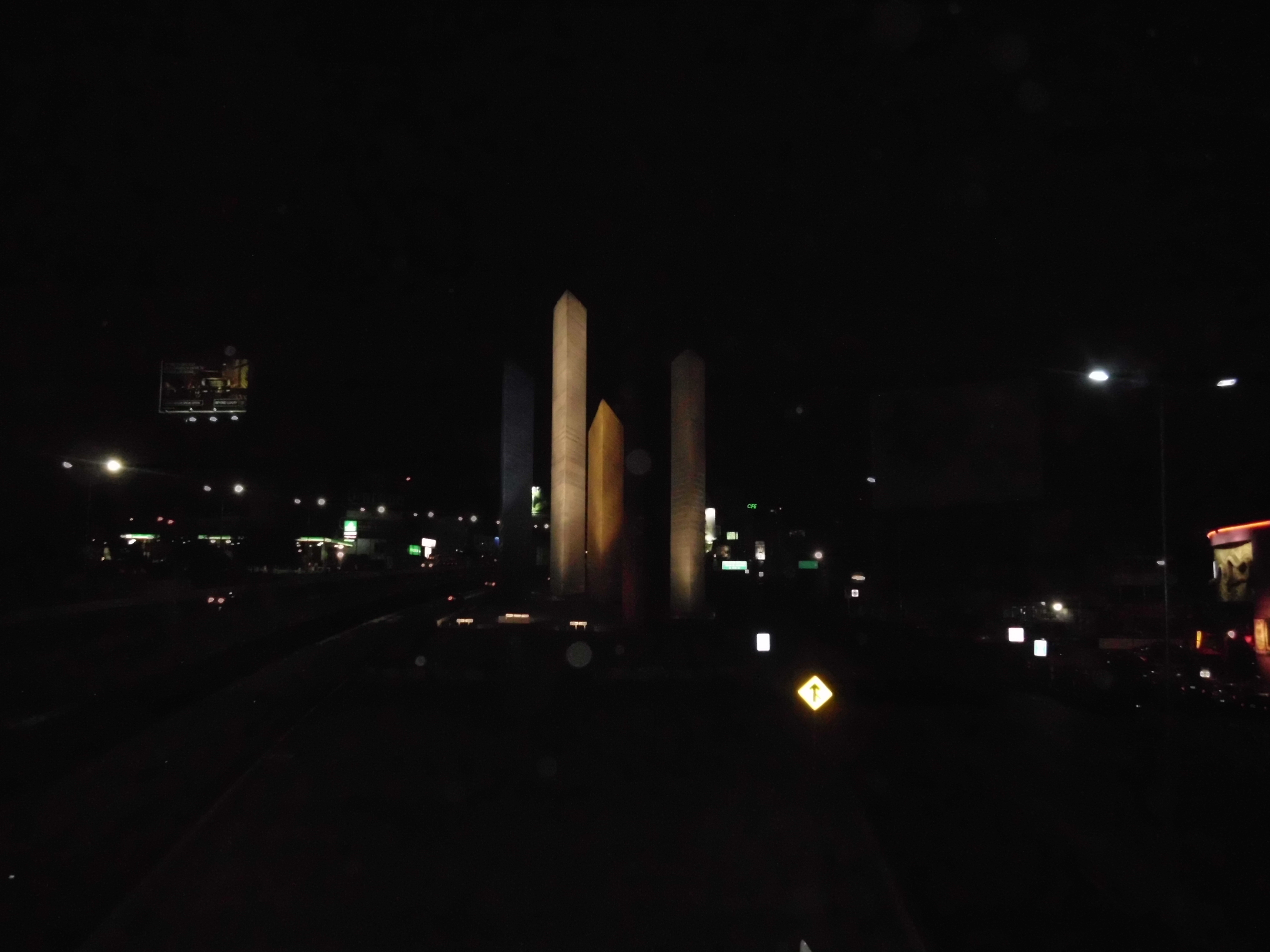
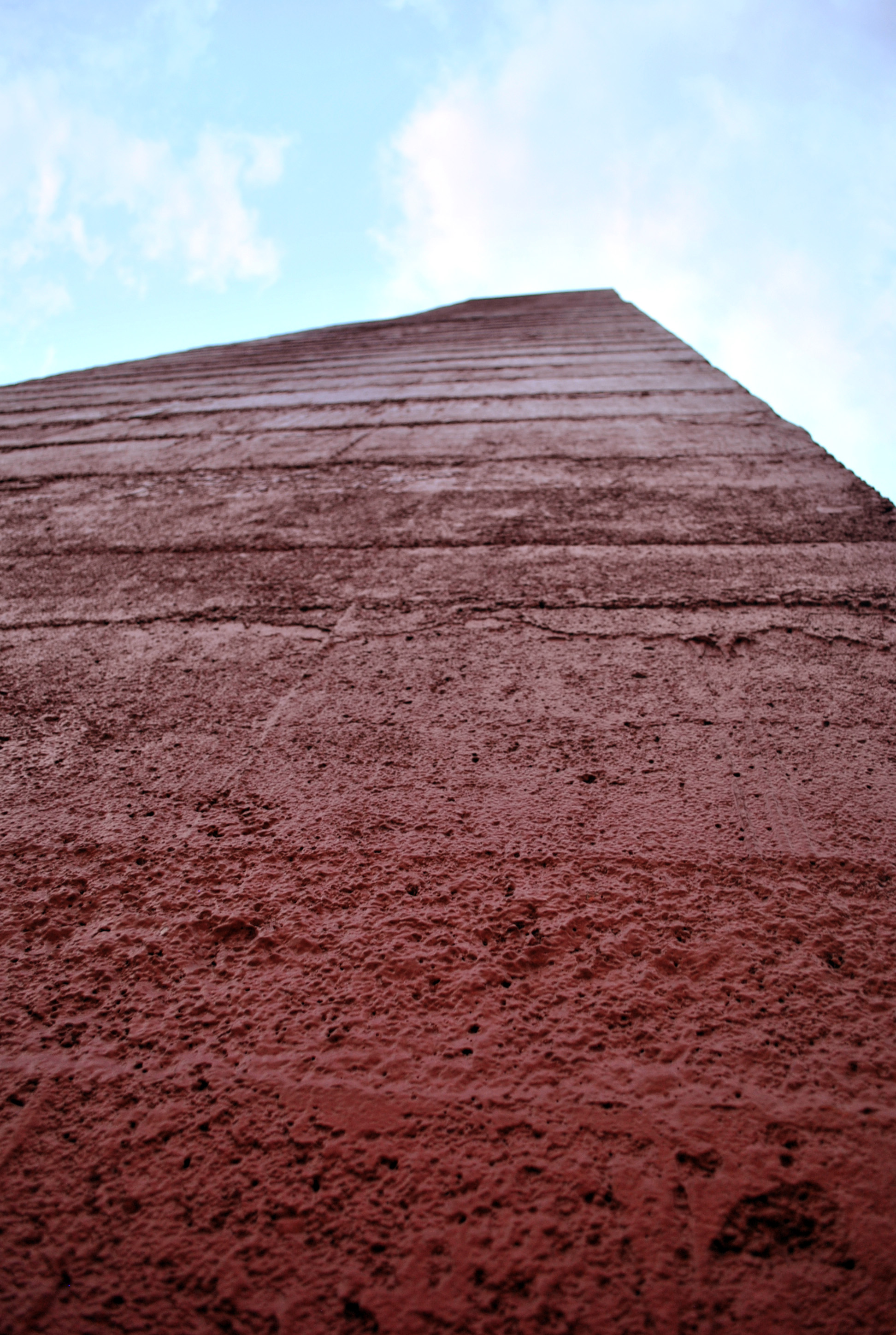

## Leírás
A műalkotás Mexikóvárostól északnyugatra, Naucalpan de Juárez város Ciudad Satélite nevű részének bejáratán, egy forgalmas út orsószerűen kiszélesedő szigetén található. Összesen öt darab, színes, betonból készült, háromszög alaprajzú toronyból áll. A felszín, ahol találhatók, kissé lejt, ezért a hozzájuk közeledő szemlélő úgy látja, mintha folyamatosan növekednének. Felszínük, amelynek összterülete 6644 m², a zsaluzott beton mintázatát utánozza, méterenként egy-egy vízszintes csík látható rajtuk, de semmi más díszítésük nincs. Méretükön kívül egyedül élénk színeikkel tűnnek fel: a legutóbbi átfestés óta kettő fehér, egy kék, egy piros és egy sárga.